# Massilia rivuli
Massilia rivuli es una bacteria gramnegativa del género Massilia. Fue descrita en el año 2020. Su etimología hace referencia a riachuelo. Es anaerobia facultativa y móvil por flagelo polar. Tiene un tamaño de 1-1,2 μm de ancho por 2,3-3,7 μm de largo. Forma colonias de color cremoso, cóncavas y con márgenes rugosos. Temperatura de crecimiento entre 10-37 °C, óptima de 24 °C. Catalasa y oxidasa positivas. Es sensible a amikacina, gentamicina, kanamicina, neomicina, doxiciclina, minociclina, norfloxacino, ciprofloxacino y vancomicina. Resistente a oxacilina y clindamicina. Tiene un contenido de G+C de 62,8%. Se ha aislado de un río en China. 